# Musikåret 1873

## Händelser
- 18 januari – Kungliga Operan firar hundraårsjubileum med ett uppförande av Johann Gottlieb Naumanns opera Gustav Vasa.[1]
- 26 oktober – Anton Bruckners Symfoni nr 2 uruppförs i Wien.

## Födda
- 2 februari – Leo Fall, österrikisk tonsättare.
- 13 februari – Fjodor Sjaljapin, rysk operasångare (bas).
- 25 februari – Enrico Caruso, italiensk operasångare (tenor).
- 19 mars – Max Reger, tysk tonsättare.
- 1 april – Sergej Rachmaninov, rysk tonsättare.
- 5 april – Gerda Fleetwood, svensk sångare, sångpedagog och tonsättare.
- 1 juni – Carl Barcklind, svensk skådespelare, manusförfattare, operettsångare och regissör.
- 18 augusti – Otto Harbach, amerikansk journalist, sångtextförfattare och manusförfattare.
- 28 augusti – Svante Sjöberg, svensk dirigent och tonsättare.
- 21 september – Papa Jack Laine, amerikansk musiker och orkesterledare.
- 23 oktober – Ricardo Villa, spansk musiker och tonsättare.
- 16 november – W.C. Handy, amerikansk blueskompositör.
- 14 december – Joseph Jongen, belgisk tonsättare och organist.

## Avlidna
- 28 januari – Henry Hugo Pierson, 57, engelsk-tysk tonsättare.
- 14 februari – Charles Samuel Bovy-Lysberg, 51, schweizisk tonsättare och pianist..
- 17 april – Eduard d’Aubert, 59, tysk-svensk violinist.
- 18 april – Carl Fredrik Ullman, 63, svensk tonsättare.
- 29 april – Oscar de Wahl, 40, svensk kompositör och arrangör.
- 19 juli – Ferdinand David, 63, tysk violinist och violinlärare.
- 6 oktober – Friedrich Wieck, 88, tysk pianist.
- 11 november – Carl Arnold, 79, norsk pianist, organist, dirigent och tonsättare.

### Fotnoter
1. ↑  Johannes Svanberg (1917-1918). Kungl. teatrarne under ett halft sekel 1860-1910: personalhistoriska anteckningar. Stockholm: Nordisk familjebok. sid. 14. Libris 287664